# Natalie Norwick
Natalie Norwick (* 28. Mai 1923 in Smithtown, New York; † 20. Dezember 2007 in Broward, Florida) war eine US-amerikanische Schauspielerin.

## Leben
Norwick war in ihrer 30-jährigen Karriere als Schauspielerin in verschiedenen Produktionen zu sehen. Als Filmschauspielerin erschien sie in zwei Kriminalfilmen, so 1956 als Janet Murch in Henry Hathaways 23 Schritte zum Abgrund und 1957 als Susan Brent in André De Toths In letzter Minute. Im Fernsehen hatte sie ab den 1950er Jahren bis in die 1970er Jahre zahlreiche Auftritte in verschiedenen Serien. Unter anderem verkörperte sie dabei verschiedene Rollen in der Westernserie Have Gun – Will Travel (1958–1962) und in der Gothic-Seifenoper Dark Shadows (1968–1969) sowie die Martha Leighton in der Science-Fiction-Serie Raumschiff Enterprise (1966). Ebenfalls spielte sie 1979 in dem Theaterstück Break a Leg im Palace Theatre im Broadway.

## Filmografie

### Filme
- 1956: 23 Schritte zum Abgrund (23 Paces to Baker Street)
- 1957: In letzter Minute (Hidden Fear)

### Fernsehserien
- 1950: The Clock (eine Folge)
- 1954: I Led 3 Lives (eine Folge)
- 1954: Schlitz Playhouse of Stars (eine Folge)
- 1954: Medic (eine Folge)
- 1954: The Lineup (eine Folge)
- 1955: Cavalcade of America (eine Folge)
- 1955: The Halls of Ivy (eine Folge)
- 1955: Big Town (eine Folge)
- 1955: The Pepsi-Cola Playhouse (eine Folge)
- 1955: Im wilden Westen (Death Valley Days, eine Folge)
- 1955: You Are There (eine Folge)
- 1955: Studio 57 (eine Folge)
- 1955: Jane Wyman Show (eine Folge)
- 1955: Matinee Theatre (eine Folge)
- 1955: Crusader (eine Folge)
- 1956: The Star and the Story (2 Folgen)
- 1956: Navy Log (eine Folge)
- 1956: The Millionaire (eine Folge)
- 1957: Dr. Hudson’s Secret Journal (eine Folge)
- 1957: The 20th Century-Fox Hour (eine Folge)
- 1957: The Thin Man (eine Folge)
- 1957: Boots and Saddles (eine Folge)
- 1957: Dezernat M (M Squad, eine Folge)
- 1958: Polizeibericht (Dragnet, eine Folge)
- 1958–1962: Have Gun – Will Travel (7 Folgen)
- 1958, 1964: Perry Mason (2 Folgen)
- 1959: Mike Hammer (eine Folge)
- 1959: The D.A.’s Man (eine Folge)
- 1960: The Rebel (eine Folge)
- 1960: Law of the Plainsman (eine Folge)
- 1961: Abenteuer im wilden Westen (Zane Grey Theater, eine Folge)
- 1961: Polizeirevier 87 (87th Precinct, eine Folge)
- 1962: Kein Fall für FBI (The Detectives, eine Folge)
- 1962: Ben Casey (eine Folge)
- 1963: Rauchende Colts (Gunsmoke, eine Folge)
- 1966: Raumschiff Enterprise (Star Trek, Folge 1x13: Kodos, der Henker)
- 1968–1969: Dark Shadows (7 Folgen)
- 1976: Ryan’s Hope (eine Folge)
- 1977: Starsky & Hutch (eine Folge)